# تاكيو هوري
تاكيو هوري هو مجدف ياباني، (و. 1913  م).

## وصلات خارجية
- تاكيو هوري على موقع الاتحاد الدولي للتجديف (الإنجليزية)
- تاكيو هوري على موقع اللجنة الأولمبية الدولية (الإنجليزية)
- تاكيو هوري على موقع أوليمبيديا (الإنجليزية)